# Tilligte

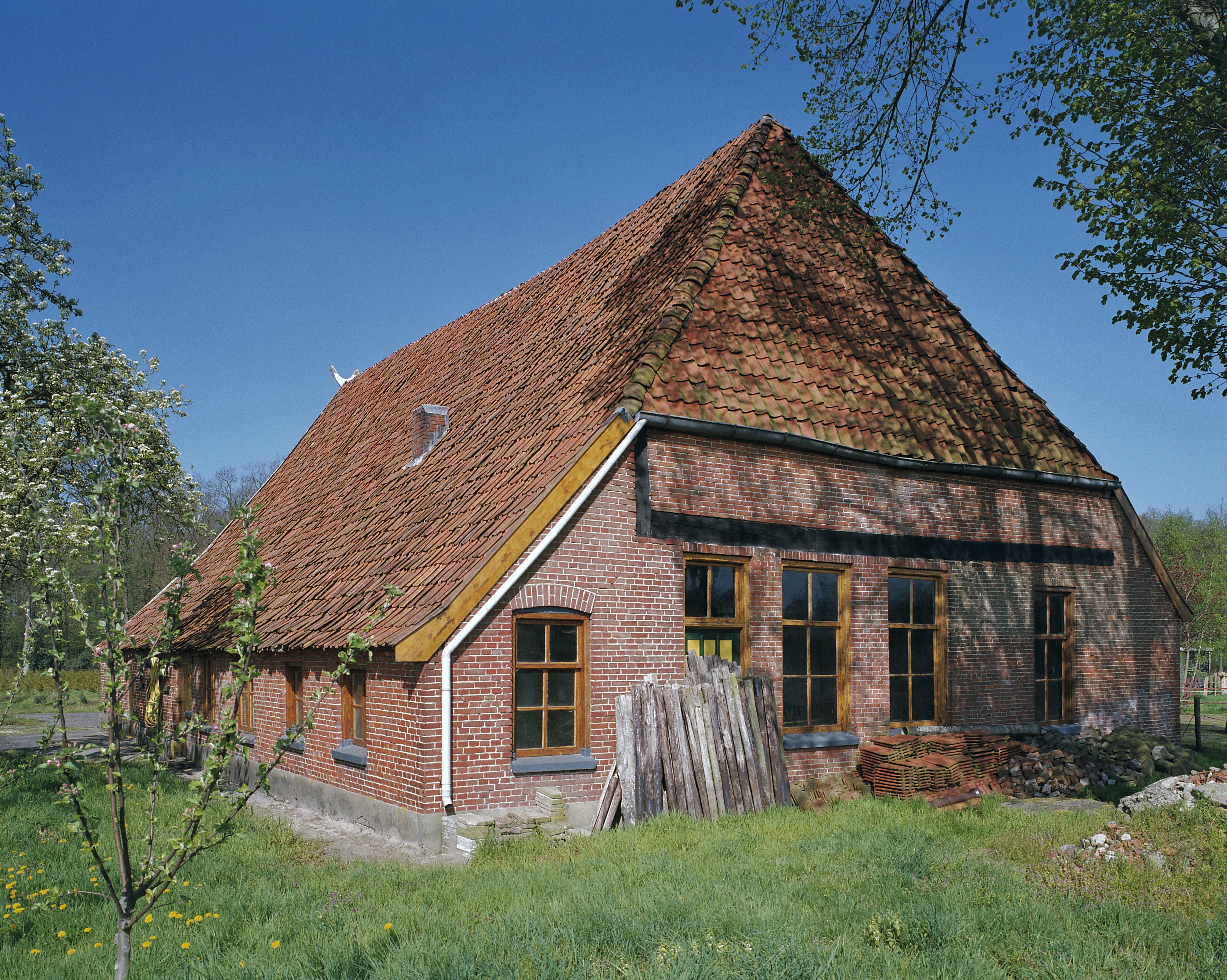

Tilligte est un village situé dans la commune néerlandaise de Dinkelland, dans la province d'Overijssel. Le 1er janvier 2006, le village comptait 742 habitants.